# Formule 1 v roce 2005

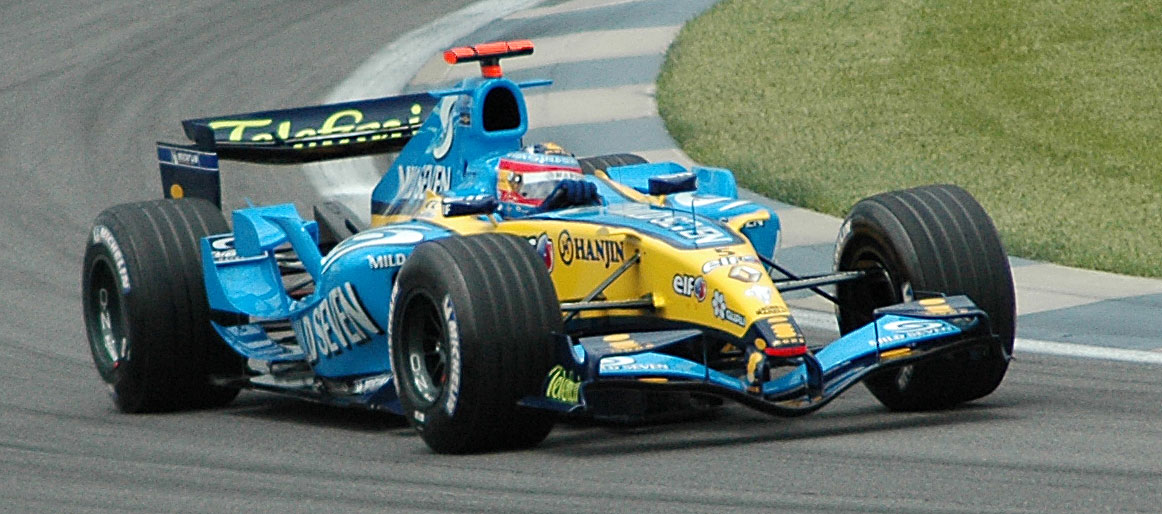
Fernando Alonso na Renaultu

Mistrovství světa vozů Formule 1 pro rok 2005 obsahovalo rekordních 19 závodů. Zahajovalo se v Austrálii 6. března a končilo se v Číně 16. října. Novinkou byla Grand Prix Turecka.
První závod sezóny je poznamenán polemikou, která odráží politickou situaci v současné formuli 1. Minardi žádá o povolení startovat s loňskou modifikací vozů, ale zatímco z počátku se zdá, že to proběhne bez problému, posléze se ukázal opak. Paul Stoddart, majitel týmu Minardi se obrátil na úřady státu Melbourne, který si vynutil start týmu z Faenzi.
Výsledky kvalifikace, která se poprvé jela novým způsobem (Rozdělena do dvou částí, časy se sčítaly. První část se jela v sobotu odpoledne a druhá část v neděli ráno), poznamenal déšť. Nejlépe si vedl Fisichella na voze Renault e Jarno Trulli na Toyotě.
Závodem prošel bez jediného zaváhaní Fisichella a vybojoval si tak své druhé vítězství v kariéře. Na stupně vítězů ho doprovodil Barrichello na Ferrari a týmový kolega Alonso. Vynikajícím způsobem se uvedl nástupce Jaguaru, tým Red Bull, který si v premiérovém závodě vysloužil 8 bodů. 

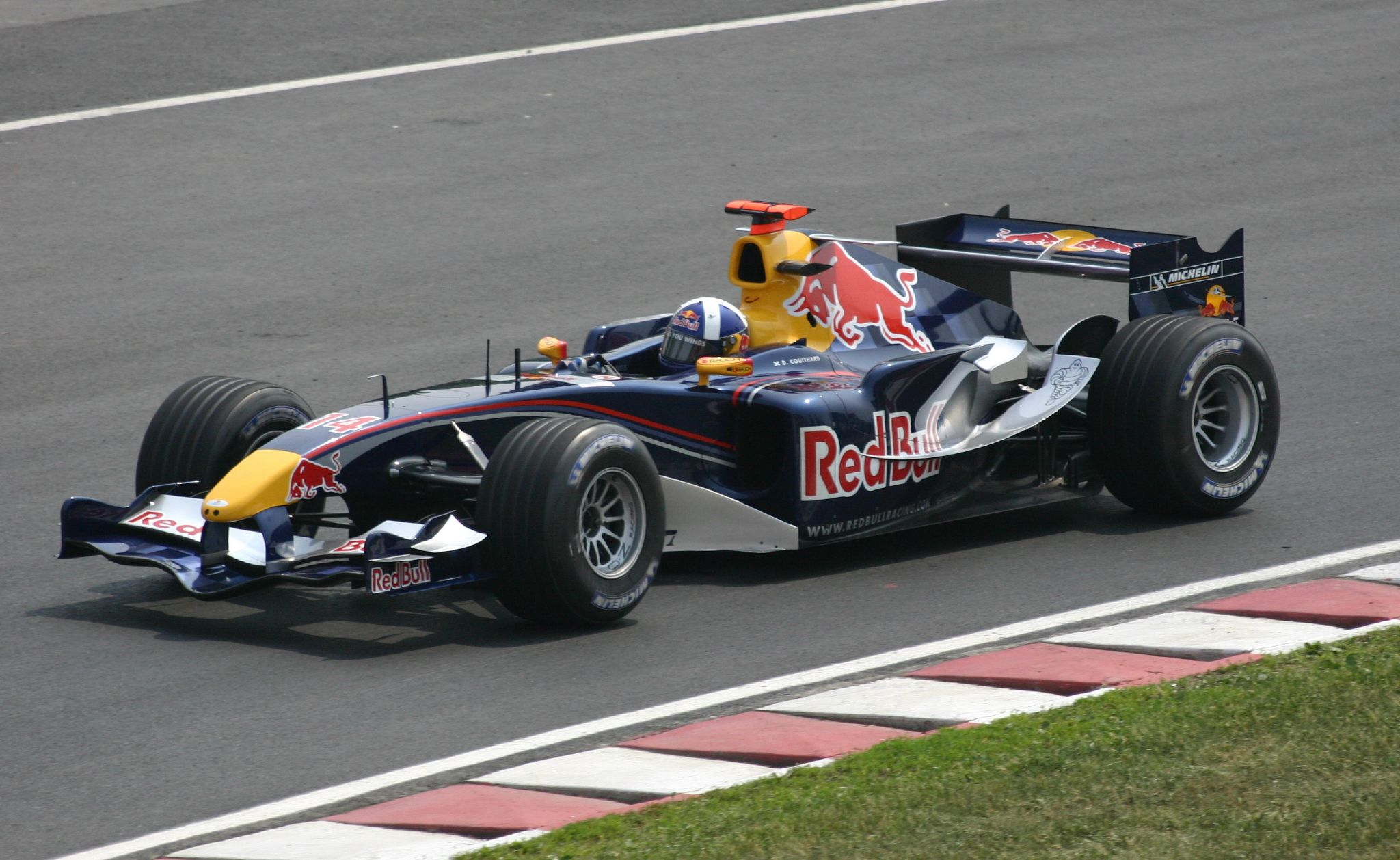
David Coulthard na Red Bullu

Závod v Malajsii potvrdil hodnoty z Austrálie, sílu vozů Renault a problémy týmu Ferrari. Tentokrát je to Alonso, který přivezl Renault vítězně do cíle, zatímco Fisichella je výřazen po kolizi s Webberem v boji o třetí pozici. Druhé místo překvapivě vybojoval Jarno Trulli, který startoval, tak jako v předchozím závodě, z první řady, ale tentokrát se mu podařilo vydržet s dechem i v závodě a nadělil tak Toyotě první stupně vítězů. Na podium dosáhl i Nick Heidfeld.
Pro závod v Bahrajnu Ferrari předčasně nasazuje novou modifikaci vozu F2005 ve snaze vylepšit špatné výsledky z předešlých dvou závodů. Michael Schumacher zaujal druhé místo na startu za Alonsem na Renaultu a před již zmiňovaným Trullim na Toyotě. V prvních kolech závodu předváděli Alonso i Schumacher boj o první příčku, než musel Schumacher ve 13 kole odstoupit pro mechanické potíže. Alonso si jede pro další vítězství se značným předstihem před Toyotou Jarna Trulliho (Ralf Schumacher s druhou Toyotou je 4.) Boduje také McLaren Räikkönen je 3. a Pedro de la Rosa, který nahradil ve voze zraněného Montoyu dovezl vůz na 5. místě.
První závod na evropské půdě hostila italská Imola a byl jakýmsi znovuzrozením Ferrari a BAR dvou týmů, kterým se na začátku sezóny nedařilo. BAR se z prvních bodů neradoval dlouho, oba jezdci byli posléze diskvalifikování za nepovolenou hmotnost vozu. Za porušení předpisů je tomuto týmu zakázán start i v následujícím závodě. Svou výkonnost potvrdil Renault, Fernando Alonso zvítězil po třetí za sebou. Za volantem vozu McLaren překvapil náhradník za zraněného Montoyu, Alexander Wurz, který dovezl svůj vůz na třetím místě. Pro první body si dojel i poslední šampión Formule 3000 Vitantonio Liuzzi na voze Red Bull.

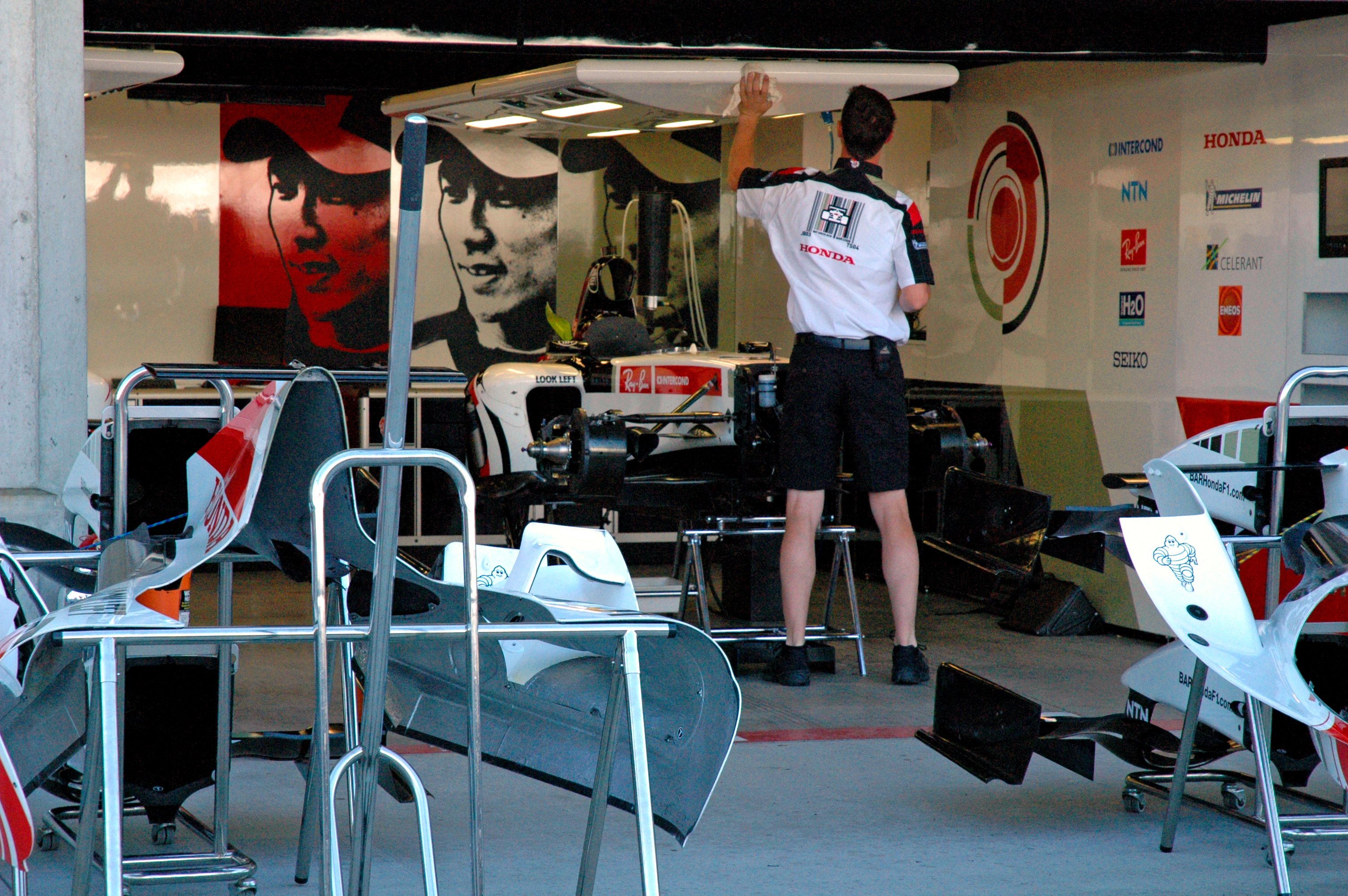
V boxu stáje BAR.

V Barceloně se konečně dočkal tým McLaren prvního vítězství a Kimi Räikkönen, který startoval z pole position pokořil Fernanda Alonsa na domácí půdě. Další příčky patřily Toyotě v pořadí Jarno Trulli Ralf Schumacher zatímco jeho bratr Michael Schumacher na Ferrari se potýkal s nestálostí pneumatik Bridgestone.

Do Velké ceny Monaka odstartoval z první pozice Kimi Räikkönen a vedení si udržel po celou dobu závodu a to i poté, co se na trať vydal safety car, když havaroval Christijan Albers. Závod se vydařil týmu Williams, když oba jeho piloti doprovodili Raikkonena na stupně vítězů.
Nürburgring hostil Velkou cenu Evropy a znovu se měnila pravidla. Dvoukolový systém kvalifikace se neosvědčil a došlo tedy k návratu k původnímu způsobu. Tato změna nejvíce vyhovovala Williamsu a Nick Heidfeld si tak zajistil první pole position. Nicméně start se nejlépe povedl Räikkönenovi, následoval Heidfeld, Jarno Trulli, David Coulthard. Během posledních kol bylo zcela evidentní, že pneumatika vedoucího Räikkönena není zcela v pořádku a ta také v nájezdu do posledního kola zátěž závodu nevydržela.
Fernando Alonso tak nečekaně zvítězil a upevnil si vedoucí pozici v šampionátu.

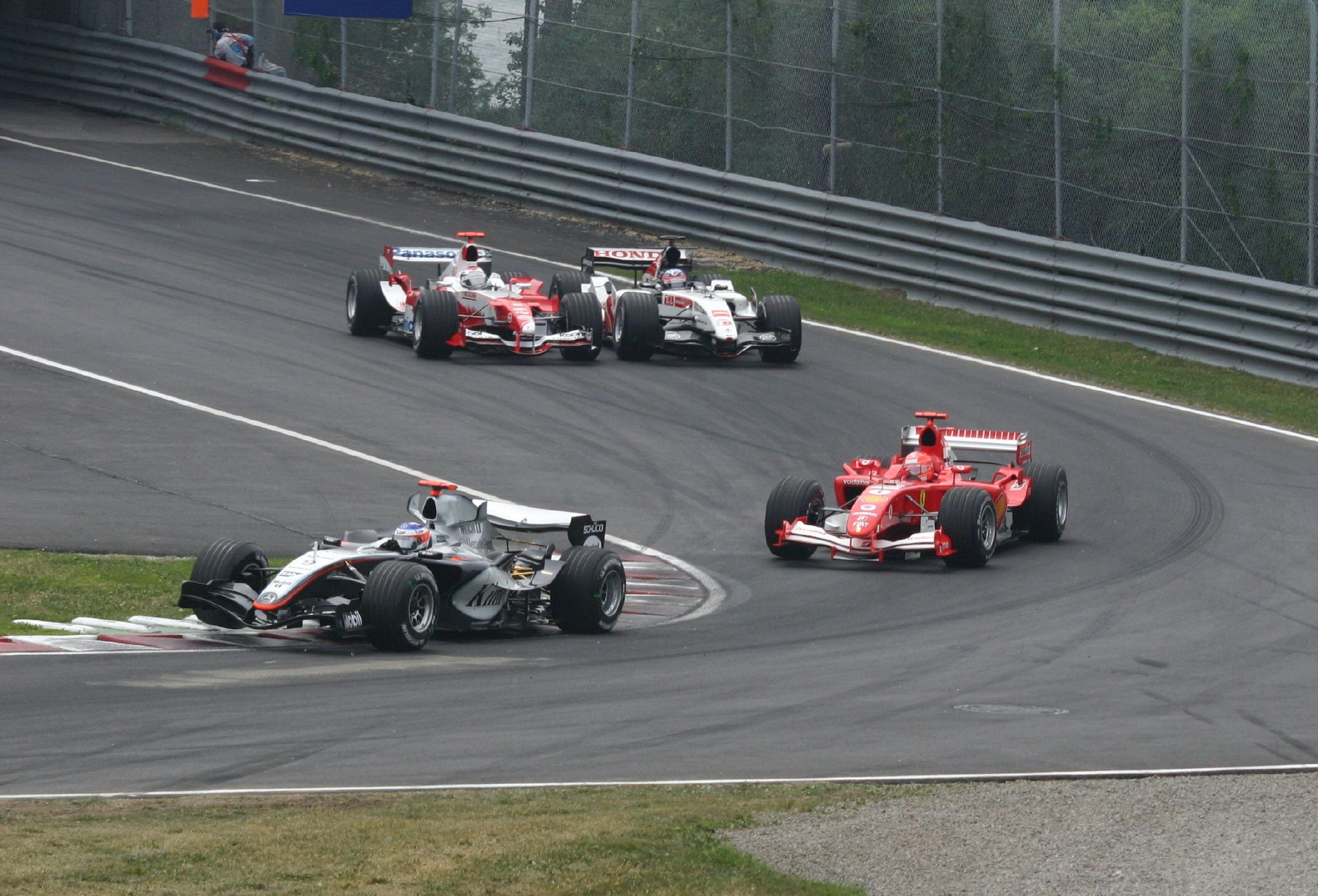
Začátek GP Kanady: Räikkonen, Schumacher, Trulli a Sato.

Závody se přesunuly na severoamerický kontinent a z pole position se radoval Jenson Button a tým BAR, nastoupil k prvnímu závodu po diskvalifikaci v San Marinu. Na startu se ale přes Buttona přehnali oba vozy Renault jak Giancarlo Fisichella tak i Fernando Alonso. Zdálo se že závod bude záležitostí obou vozů Renault a obou McLarenů. Ale první z kola byl Fisichella, kterého zradila hydraulika. O pár kol později poslal svůj Renault proti zdi Alonso. Následující kolo to samé zopakoval i Button. V čele závodu kroužil Montoya a tak jsme byli svědky nepřímé týmové režie v podání týmu McLaren, když do boxu zavolali jako prvního Räikkönena, zatímco Montoya musel kolo čekat. Montoya byl následně diskvalifikován protože nerespektoval červené světlo při výjezdu z boxu.
Indianapolis, kde se měla jet Velká cena Spojených států, bylo svědkem velkého trapasu, když firma Michelin doporučila svým jezdcům nestartovat v závodě, protože nebyla schopna zaručit jejich bezpečnost. To vše se stalo po sérii havárií během volných tréninků, když jejich příčinou byla nedostatečná pevnost zadních pneumatik. Do závodu tak nastoupily pouze týmy Ferrari, Jordan a Minardi a v tomto pořadí také projely cílem.

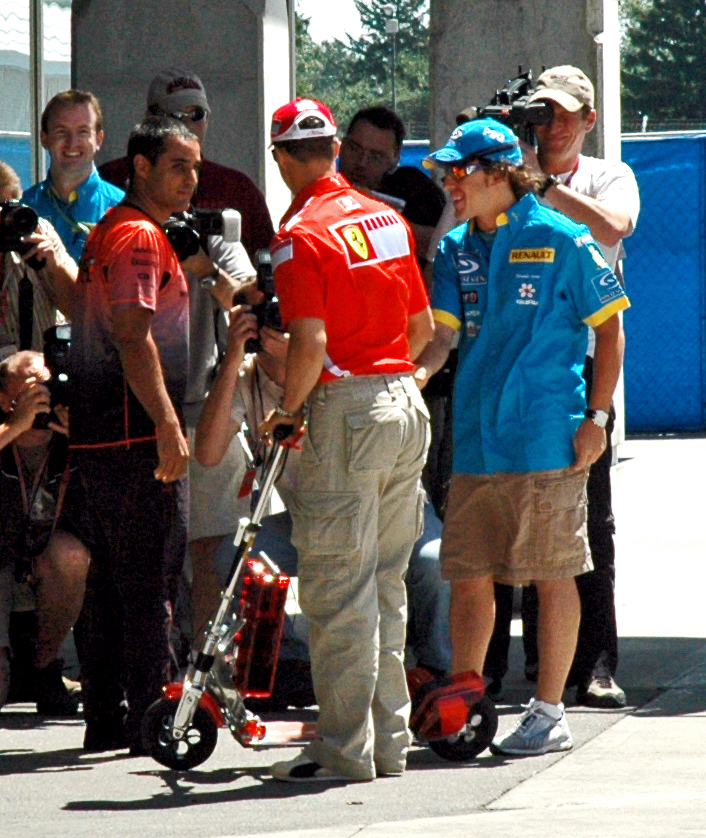
Před GP USA.

Návrat do Evropy vyšel nejlépe Alonsovi, který dovezl Renault před domácím publikem k dalšímu vítězství. Kimi Räikkönen na voze McLaren musel měnit motor a tak na startovním roštu přišel o výhodnou startovní pozici přesto se v závodě prodral až na druhé místo.
Další stupně vítězů si zajistilo Ferrari s Michaelem Schumacherem za volantem. První body si zajistil Jenson Button s vozem BAR. McLaren Juana Pabla Montoyi musel překonat problémy s hydraulikou a odstoupil ze třetího místa. Zatímco druhý Renault Giancarla Fisichelli byl penalizován a spadl na 6. místo.
Závod v Británii potvrdil spolehlivost současných vozů F1, cíle se dočkalo 19 vozů z 20.
Očekával se souboj McLarenu a Renaultu a to především Alonsa a Räikkönena. Zatímco Alonso startoval z pole position, Kimi Räikkönen znovu musel měnit motor. Vítězství si poprvé ve službách McLarenu vybojoval Juan Pablo Montoya, Alonso si pojistil náskok druhým místem, chyba v boxech stála třetí místo Fisichellu a tak nakonec třetí dojel Räikkönen.

## Pravidla
Boduje prvních 8 jezdců podle klíče:
- První - 10 bodů
- Druhý - 8 bodů
- Třetí - 6 bodů
- Čtvrtý - 5 bodů
- Pátý - 4 body
- Šestý - 3 body
- Sedmý - 2 body
- Osmý - 1 Bod

- Minimální hmotnost vozu: 600 kg včetně jezdce a jeho výstroje.
- Motor: max. objem 3000 cm³, 10 válců, přeplňování turbem či kompresorem je zakázáno
- Zastávky v boxech: v závodě musí jezdec alespoň jednou absolvovat pitstop, tedy zastávku v boxech spojenou s doplněním paliva.
- Pneumatiky: přední i zadní pneumatiky musí mít čtyři drážky. Každý tým může mít na závodní víkend dva typy pneumatik pro suchou trať, jeden přechodný typ a jeden pro mokrou trať. Celkový počet je omezen na 4 suché sady, 4 přechodné sady a 3 mokré sady. Nejpozději před sobotním volným tréninkem musí jezdec nahlásit , kterou ze dvou suchých směsí bude po zbytek víkendu používat. S výjimkou preventivní výměny pneumatik z jasných bezpečnostních důvodů lze v závodu měnit pouze pneumatiky s defektem. Pokud vůz zajede do boxů na výměnu pneumatik, je zakázáno doplnění paliva.
- Jezdci: tým může za sezónu nasadit čtyři jezdce, to se nevztahuje na třetího jezdce v pátečních volných trénincích. Třetího jezdce pro páteční trénink mohou nasadit jen týmy, které v předešlém roce neskončily mezi čtyřmi nejlepšími v celkovém pořadí poháru konstruktérů. Barevné provedení jeho vozu nemusí být totožné s vozy pro závod. Třetí jezdec nesmí být mezi jezdci nominovaný na daný závod a musí mít superlicenci a v průběhu minulých dvou let nesměl být přihlášen k více než šesti závodům GP.

## Složení týmů
| #  | Obr. | Tým                                                        | Konstruktér       | Šasi                 | Motor                              | Pneu | Č.  | Zkr.                 | Piloti             | Závody   | Č. | Testovací jezdci                                                              |
| -- | ---- | ---------------------------------------------------------- | ----------------- | -------------------- | ---------------------------------- | ---- | --- | -------------------- | ------------------ | -------- | -- | ----------------------------------------------------------------------------- |
| 1  |      | Scuderia Ferrari Marlboro                                  | Ferrari           | F2004M Ferrari F2005 | Ferrari 053 V10 Ferrari 055 V10    | B    | 1   | MSC                  | Michael Schumacher | Vše      | 33 | Luca Badoer Marc Gené                                                         |
| 1  | 2    | Scuderia Ferrari Marlboro                                  | Ferrari           | F2004M Ferrari F2005 | Ferrari 053 V10 Ferrari 055 V10    | B    | BAR | Rubens Barrichello   |                    | Vše      | 33 | Luca Badoer Marc Gené                                                         |
| 2  |      | Lucky Strike B.A.R. Honda                                  | B.A.R.-Honda      | 007                  | Honda RA005E                       | M    | 3   | BUT                  | Jenson Button      | 1-4 6-19 | 36 | Anthony Davidson Enrique Bernoldi                                             |
| 2  | 4    | Lucky Strike B.A.R. Honda                                  | B.A.R.-Honda      | 007                  | Honda RA005E                       | M    | SAT | Takuma Sato          | 1-2 3-4 6-19       |          | 36 | Anthony Davidson Enrique Bernoldi                                             |
| 2  | 4    | Lucky Strike B.A.R. Honda                                  | B.A.R.-Honda      | 007                  | Honda RA005E                       | M    | DAV | Anthony Davidson     | 2                  |          | 36 | Anthony Davidson Enrique Bernoldi                                             |
| 3  |      | Mild Seven Renault F1 Team                                 | Renault           | R25                  | Renault RS25                       | M    | 5   | ALO                  | Fernando Alonso    | Vše      | 31 | Franck Montagny                                                               |
| 3  | 6    | Mild Seven Renault F1 Team                                 | Renault           | R25                  | Renault RS25                       | M    | FIS | Giancarlo Fisichella |                    | Vše      | 31 | Franck Montagny                                                               |
| 4  |      | BMW Williams F1 Team                                       | Williams-BMW      | FW27                 | BMW P84/5                          | M    | 7   | WEB                  | Mark Webber        | Vše      | 35 | Antônio Pizzonia Nico Rosberg                                                 |
| 4  | 8    | BMW Williams F1 Team                                       | Williams-BMW      | FW27                 | BMW P84/5                          | M    | HEI | Nick Heidfeld        | 1-15               |          | 35 | Antônio Pizzonia Nico Rosberg                                                 |
| 4  | 8    | BMW Williams F1 Team                                       | Williams-BMW      | FW27                 | BMW P84/5                          | M    | PIZ | Antônio Pizzonia     | 15-19              |          | 35 | Antônio Pizzonia Nico Rosberg                                                 |
| 5  |      | West McLaren Mercedes (1-12) Team McLaren Mercedes (13-19) | McLaren-Mercedes  | MP4-20               | Mercedes FO110R                    | M    | 3   | RAI                  | Kimi Räikkönen     | Vše      | 32 | Alex Wurz Pedro de la Rosa                                                    |
| 5  | 4    | West McLaren Mercedes (1-12) Team McLaren Mercedes (13-19) | McLaren-Mercedes  | MP4-20               | Mercedes FO110R                    | M    | MOY | Juan Pablo Montoya   | 1–2 5-19           |          | 32 | Alex Wurz Pedro de la Rosa                                                    |
| 5  | 4    | West McLaren Mercedes (1-12) Team McLaren Mercedes (13-19) | McLaren-Mercedes  | MP4-20               | Mercedes FO110R                    | M    | WUR | Alex Wurz            | 3                  |          | 32 | Alex Wurz Pedro de la Rosa                                                    |
| 5  | 4    | West McLaren Mercedes (1-12) Team McLaren Mercedes (13-19) | McLaren-Mercedes  | MP4-20               | Mercedes FO110R                    | M    | DLR | Pedro de la Rosa     | 4                  |          | 32 | Alex Wurz Pedro de la Rosa                                                    |
| 6  |      | Sauber Petronas                                            | Sauber-Petronas   | C24                  | Petronas 05A                       | M    | 11  | VIL                  | Jacques Villeneuve | Vše      | 38 |                                                                               |
| 6  | 12   | Sauber Petronas                                            | Sauber-Petronas   | C24                  | Petronas 05A                       | M    | MAS | Felipe Massa         |                    | Vše      | 38 |                                                                               |
| 7  |      | Red Bull Racing                                            | Red Bull-Cosworth | RB1                  | Cosworth TJ2005                    | M    | 14  | COU                  | David Coulthard    | Vše      | 37 | Christian Klien Vitantonio Liuzzi Scott Speed                                 |
| 7  | 15   | Red Bull Racing                                            | Red Bull-Cosworth | RB1                  | Cosworth TJ2005                    | M    | KLI | Christian Klien      | 1–3 8-19           |          | 37 | Christian Klien Vitantonio Liuzzi Scott Speed                                 |
| 7  | 15   | Red Bull Racing                                            | Red Bull-Cosworth | RB1                  | Cosworth TJ2005                    | M    | LIU | Vitantonio Liuzzi    | 4-7                |          | 37 | Christian Klien Vitantonio Liuzzi Scott Speed                                 |
| 8  |      | Panasonic Toyota Racing                                    | Toyota            | TF105 TF105B         | Toyota RVX-05                      | M    | 16  | TRU                  | Jarno Trulli       | Vše      | 34 | Olivier Panis Ricardo Zonta                                                   |
| 8  | 17   | Panasonic Toyota Racing                                    | Toyota            | TF105 TF105B         | Toyota RVX-05                      | M    | RSC | Ralf Schumacher      | 1-8 10-19          |          | 34 | Olivier Panis Ricardo Zonta                                                   |
| 8  | 17   | Panasonic Toyota Racing                                    | Toyota            | TF105 TF105B         | Toyota RVX-05                      | M    | ZON | Ricardo Zonta        | 9                  |          | 34 | Olivier Panis Ricardo Zonta                                                   |
| 9  |      | Jordan Grand Prix                                          | Jordan-Toyota     | EJ15                 | Toyota RVX-05                      | B    | 18  | KAR                  | Narain Karthikeyan | Vše      | 39 | Nicolas Kiesa Robert Doornbos Franck Montagny Sakon Jamamoto Nicky Pastorelli |
| 9  | 19   | Jordan Grand Prix                                          | Jordan-Toyota     | EJ15                 | Toyota RVX-05                      | B    | MON | Tiago Monteiro       |                    | Vše      | 39 | Nicolas Kiesa Robert Doornbos Franck Montagny Sakon Jamamoto Nicky Pastorelli |
| 10 |      | Minardi F1 Team                                            | Minardi-Cosworth  | PS04B PS05           | Cosworth CR-3L V10 Cosworth TJ2005 | B    | 20  | ALB                  | Christijan Albers  | Vše      | 40 | Enrico Toccacelo Enoch Nissany                                                |
| 10 | 21   | Minardi F1 Team                                            | Minardi-Cosworth  | PS04B PS05           | Cosworth CR-3L V10 Cosworth TJ2005 | B    | FRI | Patrick Friesacher   | 1-11               |          | 40 | Enrico Toccacelo Enoch Nissany                                                |
| 10 | 21   | Minardi F1 Team                                            | Minardi-Cosworth  | PS04B PS05           | Cosworth CR-3L V10 Cosworth TJ2005 | B    | DOR | Robert Doornbos      | 12-19              |          | 40 | Enrico Toccacelo Enoch Nissany                                                |

- Seznam jezdců Formule 1
- Seznam konstruktérů Formule 1

## Velké ceny
| Datum               | Grand Prix                                  | Náhled | Akce                 | Jezdec                  | Vůz                     | Stav MS              |
| ------------------- | ------------------------------------------- | ------ | -------------------- | ----------------------- | ----------------------- | -------------------- |
| 1. GP 6. březen     | Austrálie Albert Park (Výsledky)            |        | Závod                | Giancarlo Fisichella    | Renault R25             | Giancarlo Fisichella |
| 1. GP 6. březen     | Austrálie Albert Park (Výsledky)            | Kolo   | Kimi Räikkönen       | McLaren-Mercedes MP4-20 |                         | Giancarlo Fisichella |
| 1. GP 6. březen     | Austrálie Albert Park (Výsledky)            | Pole   | Giancarlo Fisichella | Renault R25             |                         | Giancarlo Fisichella |
| 2. GP 20. března    | Malajsie Sepang (Výsledky)                  |        | Závod                | Fernando Alonso         | Renault R25             | Fernando Alonso      |
| 2. GP 20. března    | Malajsie Sepang (Výsledky)                  | Kolo   | Juan Pablo Montoya   | McLaren-Mercedes MP4-20 |                         | Fernando Alonso      |
| 2. GP 20. března    | Malajsie Sepang (Výsledky)                  | Pole   | Fernando Alonso      | Renault R25             |                         | Fernando Alonso      |
| 3. GP 3. duben      | Bahrajn Sakhir (Výsledky)                   |        | Závod                | Fernando Alonso         | Renault R25             | Fernando Alonso      |
| 3. GP 3. duben      | Bahrajn Sakhir (Výsledky)                   | Kolo   | Pedro de la Rosa     | McLaren-Mercedes MP4-20 |                         | Fernando Alonso      |
| 3. GP 3. duben      | Bahrajn Sakhir (Výsledky)                   | Pole   | Fernando Alonso      | Renault R25             |                         | Fernando Alonso      |
| 4. GP 25. duben     | San Marino Imola (Výsledky)                 |        | Závod                | Fernando Alonso         | Renault R25             | Fernando Alonso      |
| 4. GP 25. duben     | San Marino Imola (Výsledky)                 | Kolo   | Michael Schumacher   | Ferrari F2005           |                         | Fernando Alonso      |
| 4. GP 25. duben     | San Marino Imola (Výsledky)                 | Pole   | Kimi Räikkönen       | McLaren-Mercedes MP4-20 |                         | Fernando Alonso      |
| 5. GP 8. květen     | Španělsko Circuit de Catalunya (Výsledky)   |        | Závod                | Kimi Räikkönen          | McLaren-Mercedes MP4-20 | Fernando Alonso      |
| 5. GP 8. květen     | Španělsko Circuit de Catalunya (Výsledky)   | Kolo   | Giancarlo Fisichella | Renault R25             |                         | Fernando Alonso      |
| 5. GP 8. květen     | Španělsko Circuit de Catalunya (Výsledky)   | Pole   | Kimi Räikkönen       | McLaren-Mercedes MP4-20 |                         | Fernando Alonso      |
| 6. GP 22. květen    | Monako Circuit de Monaco (Výsledky)         |        | Závod                | Kimi Räikkönen          | McLaren-Mercedes MP4-20 | Fernando Alonso      |
| 6. GP 22. květen    | Monako Circuit de Monaco (Výsledky)         | Kolo   | Michael Schumacher   | Ferrari F2005           |                         | Fernando Alonso      |
| 6. GP 22. květen    | Monako Circuit de Monaco (Výsledky)         | Pole   | Kimi Räikkönen       | McLaren-Mercedes MP4-20 |                         | Fernando Alonso      |
| 7. GP 29. květen    | Evropa Nürburgring (Výsledky)               |        | Závod                | Fernando Alonso         | Renault R25             | Fernando Alonso      |
| 7. GP 29. květen    | Evropa Nürburgring (Výsledky)               | Kolo   | Fernando Alonso      | Renault R25             |                         | Fernando Alonso      |
| 7. GP 29. květen    | Evropa Nürburgring (Výsledky)               | Pole   | Nick Heidfeld        | Williams-BMW FW27       |                         | Fernando Alonso      |
| 8. GP 12. červen    | Kanada Circuit Gilles Villeneuve (Výsledky) |        | Závod                | Kimi Räikkönen          | McLaren-Mercedes MP4-20 | Fernando Alonso      |
| 8. GP 12. červen    | Kanada Circuit Gilles Villeneuve (Výsledky) | Kolo   | Kimi Räikkönen       | McLaren-Mercedes MP4-20 |                         | Fernando Alonso      |
| 8. GP 12. červen    | Kanada Circuit Gilles Villeneuve (Výsledky) | Pole   | Jenson Button        | BAR-Honda 007           |                         | Fernando Alonso      |
| 9. GP 19. červen    | USA Indianapolis (Výsledky)                 |        | Závod                | Michael Schumacher      | Ferrari F2005           | Fernando Alonso      |
| 9. GP 19. červen    | USA Indianapolis (Výsledky)                 | Kolo   | Michael Schumacher   | Ferrari F2005           |                         | Fernando Alonso      |
| 9. GP 19. červen    | USA Indianapolis (Výsledky)                 | Pole   | Jarno Trulli         | Toyota TF105            |                         | Fernando Alonso      |
| 10. GP 3. červenec  | Francie Magny-Cours (Výsledky)              |        | Závod                | Fernando Alonso         | Renault R25             | Fernando Alonso      |
| 10. GP 3. červenec  | Francie Magny-Cours (Výsledky)              | Kolo   | Kimi Räikkönen       | McLaren-Mercedes MP4-20 |                         | Fernando Alonso      |
| 10. GP 3. červenec  | Francie Magny-Cours (Výsledky)              | Pole   | Fernando Alonso      | Renault R25             |                         | Fernando Alonso      |
| 11. GP 10. červenec | Velká Británie Silverstone (Výsledky)       |        | Závod                | Juan Pablo Montoya      | McLaren-Mercedes MP4-20 | Fernando Alonso      |
| 11. GP 10. červenec | Velká Británie Silverstone (Výsledky)       | Kolo   | Kimi Räikkönen       | McLaren-Mercedes MP4-20 |                         | Fernando Alonso      |
| 11. GP 10. červenec | Velká Británie Silverstone (Výsledky)       | Pole   | Fernando Alonso      | Renault R25             |                         | Fernando Alonso      |
| 12. GP 24. červenec | Německo Hockenheimring (Výsledky)           |        | Závod                | Fernando Alonso         | Renault R25             | Fernando Alonso      |
| 12. GP 24. červenec | Německo Hockenheimring (Výsledky)           | Kolo   | Kimi Räikkönen       | McLaren-Mercedes MP4-20 |                         | Fernando Alonso      |
| 12. GP 24. červenec | Německo Hockenheimring (Výsledky)           | Pole   | Kimi Räikkönen       | McLaren-Mercedes MP4-20 |                         | Fernando Alonso      |
| 13. GP 31. červenec | Maďarsko Hungaroring (Výsledky)             |        | Závod                | Kimi Räikkönen          | McLaren-Mercedes MP4-20 | Fernando Alonso      |
| 13. GP 31. červenec | Maďarsko Hungaroring (Výsledky)             | Kolo   | Kimi Räikkönen       | McLaren-Mercedes MP4-20 |                         | Fernando Alonso      |
| 13. GP 31. červenec | Maďarsko Hungaroring (Výsledky)             | Pole   | Michael Schumacher   | Ferrari F2005           |                         | Fernando Alonso      |
| 14. GP 21. srpen    | Turecko Istanbul Park (Výsledky)            |        | Závod                | Kimi Räikkönen          | McLaren-Mercedes MP4-20 | Fernando Alonso      |
| 14. GP 21. srpen    | Turecko Istanbul Park (Výsledky)            | Kolo   | Juan Pablo Montoya   | McLaren-Mercedes MP4-20 |                         | Fernando Alonso      |
| 14. GP 21. srpen    | Turecko Istanbul Park (Výsledky)            | Pole   | Kimi Räikkönen       | McLaren-Mercedes MP4-20 |                         | Fernando Alonso      |
| 15. GP 4. září      | Itálie Monza (Výsledky)                     |        | Závod                | Juan Pablo Montoya      | McLaren-Mercedes MP4-20 | Fernando Alonso      |
| 15. GP 4. září      | Itálie Monza (Výsledky)                     | Kolo   | Kimi Räikkönen       | McLaren-Mercedes MP4-20 |                         | Fernando Alonso      |
| 15. GP 4. září      | Itálie Monza (Výsledky)                     | Pole   | Juan Pablo Montoya   | McLaren-Mercedes MP4-20 |                         | Fernando Alonso      |
| 16. GP 11. září     | Belgie Spa-Francorchamps (Výsledky)         |        | Závod                | Kimi Räikkönen          | McLaren-Mercedes MP4-20 | Fernando Alonso      |
| 16. GP 11. září     | Belgie Spa-Francorchamps (Výsledky)         | Kolo   | Ralf Schumacher      | Toyota TF105            |                         | Fernando Alonso      |
| 16. GP 11. září     | Belgie Spa-Francorchamps (Výsledky)         | Pole   | Juan Pablo Montoya   | McLaren-Mercedes MP4-20 |                         | Fernando Alonso      |
| 17. GP 25. září     | Brazílie Interlagos (Výsledky)              |        | Závod                | Juan Pablo Montoya      | McLaren-Mercedes MP4-20 | Fernando Alonso      |
| 17. GP 25. září     | Brazílie Interlagos (Výsledky)              | Kolo   | Kimi Räikkönen       | McLaren-Mercedes MP4-20 |                         | Fernando Alonso      |
| 17. GP 25. září     | Brazílie Interlagos (Výsledky)              | Pole   | Fernando Alonso      | Renault R25             |                         | Fernando Alonso      |
| 18. GP 9. říjen     | Japonsko Suzuka (Výsledky)                  |        | Závod                | Kimi Räikkönen          | McLaren-Mercedes MP4-20 | Fernando Alonso      |
| 18. GP 9. říjen     | Japonsko Suzuka (Výsledky)                  | Kolo   | Kimi Räikkönen       | McLaren-Mercedes MP4-20 |                         | Fernando Alonso      |
| 18. GP 9. říjen     | Japonsko Suzuka (Výsledky)                  | Pole   | Ralf Schumacher      | Toyota TF105            |                         | Fernando Alonso      |
| 19. GP 16. říjen    | Čína Shanghai (Výsledky)                    |        | Závod                | Fernando Alonso         | Renault R25             | Fernando Alonso      |
| 19. GP 16. říjen    | Čína Shanghai (Výsledky)                    | Kolo   | Kimi Räikkönen       | McLaren-Mercedes MP4-20 |                         | Fernando Alonso      |
| 19. GP 16. říjen    | Čína Shanghai (Výsledky)                    | Pole   | Fernando Alonso      | Renault R25             |                         | Fernando Alonso      |

## Konečné hodnocení Mistrovství světa

### Jezdci
| *  | Pilot                | AUS | MAL | BHR | SMR | ESP | MON | EUR | CAN | USA | FRA | GBR | GER | HUN | TUR | ITA | BEL | BRA | JPN | CHN | body |
| -- | -------------------- | --- | --- | --- | --- | --- | --- | --- | --- | --- | --- | --- | --- | --- | --- | --- | --- | --- | --- | --- | ---- |
| 1  | Fernando Alonso      | 3   | 1   | 1   | 1   | 2   | 4   | 1   | Ret | DNS | 1   | 2   | 1   | 11  | 2   | 2   | 2   | 3   | 3   | 1   | 133  |
| 2  | Kimi Räikkönen       | 8   | 9   | 3   | Ret | 1   | 1   | 11† | 1   | DNS | 2   | 3   | Ret | 1   | 1   | 4   | 1   | 2   | 1   | 2   | 112  |
| 3  | Michael Schumacher   | Ret | 7   | Ret | 2   | Ret | 7   | 5   | 2   | 1   | 3   | 6   | 5   | 2   | Ret | 10  | Ret | 4   | 7   | Ret | 62   |
| 4  | Juan Pablo Montoya   | 6   | 4   |     |     | 7   | 5   | 7   | DSQ | DNS | Ret | 1   | 2   | Ret | 3   | 1   | 14† | 1   | Ret | Ret | 60   |
| 5  | Giancarlo Fisichella | 1   | Ret | Ret | Ret | 5   | 12  | 6   | Ret | DNS | 6   | 4   | 4   | 9   | 4   | 3   | Ret | 5   | 2   | 4   | 58   |
| 6  | Ralf Schumacher      | 12  | 5   | 4   | 9   | 4   | 6   | Ret | 6   | WD  | 7   | 8   | 6   | 3   | 12  | 6   | 7   | 8   | 8   | 3   | 45   |
| 7  | Jarno Trulli         | 9   | 2   | 2   | 5   | 3   | 10  | 8   | Ret | DNS | 5   | 9   | 14† | 4   | 6   | 5   | Ret | 13† | Ret | 15  | 43   |
| 8  | Rubens Barrichello   | 2   | Ret | 9   | Ret | 9   | 8   | 3   | 3   | 2   | 9   | 7   | 10  | 10  | 10  | 12  | 5   | 6   | 11  | 12  | 38   |
| 9  | Jenson Button        | 11† | Ret | Ret | DSQ |     |     | 10  | Ret | DNS | 4   | 5   | 3   | 5   | 5   | 8   | 3   | 7   | 5   | 8   | 37   |
| 10 | Mark Webber          | 5   | Ret | 6   | 7   | 6   | 3   | Ret | 5   | DNS | 12  | 11  | NC  | 7   | Ret | 14  | 4   | NC  | 4   | 7   | 36   |
| 11 | Nick Heidfeld        | Ret | 3   | Ret | 6   | 10  | 2   | 2   | Ret | DNS | 14  | 12  | 11  | 6   | Ret | WD  |     |     |     |     | 28   |
| 12 | David Coulthard      | 4   | 6   | 8   | 11  | 8   | Ret | 4   | 7   | DNS | 10  | 13  | 7   | Ret | 7   | 15  | Ret | Ret | 6   | 9   | 24   |
| 13 | Felipe Massa         | 10  | 10  | 7   | 10  | 11† | 9   | 14  | 4   | DNS | Ret | 10  | 8   | 14  | Ret | 9   | 10  | 11  | 10  | 6   | 11   |
| 14 | Jacques Villeneuve   | 13  | Ret | 11† | 4   | Ret | 11  | 13  | 9   | DNS | 8   | 14  | 15  | Ret | 11  | 11  | 6   | 12  | 12  | 10  | 9    |
| 15 | Christian Klien      | 7   | 8   | DNS |     |     |     |     | 8   | DNS | Ret | 15  | 9   | Ret | 8   | 13  | 9   | 9   | 9   | 5   | 9    |
| 16 | Tiago Monteiro       | 16  | 12  | 10  | 13  | 12  | 13  | 15  | 10  | 3   | 13  | 17  | 17  | 13  | 15  | 17  | 8   | Ret | 13  | 11  | 7    |
| 17 | Alexander Wurz       |     |     |     | 3   |     |     |     |     |     |     |     |     |     |     |     |     |     |     |     | 6    |
| 18 | Narain Karthikeyan   | 15  | 11  | Ret | 12  | 13  | Ret | 16  | Ret | 4   | 15  | Ret | 16  | 12  | 14  | 20  | 11  | 15  | 15  | Ret | 5    |
| 19 | Christijan Albers    | Ret | 13  | 13  | Ret | Ret | 14  | 17  | 11  | 5   | Ret | 18  | 13  | NC  | Ret | 19  | 12  | 14  | 16  | 16† | 4    |
| 20 | Pedro de la Rosa     |     |     | 5   |     |     |     |     |     |     |     |     |     |     |     |     |     |     |     |     | 4    |
| 21 | Patrick Friesacher   | 17  | Ret | 12  | Ret | Ret | Ret | 18  | Ret | 6   | Ret | 19  |     |     |     |     |     |     |     |     | 3    |
| 22 | Antônio Pizzonia     |     |     |     |     |     |     |     |     |     |     |     |     |     |     | 7   | 15† | Ret | Ret | 13† | 2    |
| 23 | Takuma Sato          | 14† | WD  | Ret | DSQ |     |     | 12  | Ret | DNS | 11  | 16  | 12  | 8   | 9   | 16  | Ret | 10  | DSQ | Ret | 1    |
| 24 | Vitantonio Liuzzi    |     |     |     | 8   | Ret | Ret | 9   |     |     |     |     |     |     |     |     |     |     |     |     | 1    |
| 25 | Robert Doornbos      |     |     |     |     |     |     |     |     |     |     |     | 18  | Ret | 13  | 18  | 13  | Ret | 14  | 14† | 0    |
| —  | Anthony Davidson     |     | Ret |     |     |     |     |     |     |     |     |     |     |     |     |     |     |     |     |     | 0    |
| —  | Ricardo Zonta        |     |     |     |     |     |     |     |     | DNS |     |     |     |     |     |     |     |     |     |     | 0    |
| *  | Pilot                | AUS | MAL | BHR | SMR | ESP | MON | EUR | CAN | USA | FRA | GBR | GER | HUN | TUR | ITA | BEL | BRA | JPN | CHN | body |
|    |                      |     |     |     |     |     |     |     |     |     |     |     |     |     |     |     |     |     |     |     |      |

### Pohár konstruktérů
| *  | Konstruktér       | č. | AUS | MAL | BHR | SMR | ESP | MON | EUR | CAN | USA | FRA | GBR | GER | HUN | TUR | ITA | BEL | BRA | JPN | CHN | body |
| -- | ----------------- | -- | --- | --- | --- | --- | --- | --- | --- | --- | --- | --- | --- | --- | --- | --- | --- | --- | --- | --- | --- | ---- |
| 1  | Renault           | 5  | 3   | 1   | 1   | 1   | 2   | 4   | 1   | Ret | DNS | 1   | 2   | 1   | 11  | 2   | 2   | 2   | 3   | 3   | 1   | 191  |
| 1  | Renault           | 6  | 1   | Ret | Ret | Ret | 5   | 12  | 6   | Ret | DNS | 6   | 4   | 4   | 9   | 4   | 3   | Ret | 5   | 2   | 4   | 191  |
| 2  | McLaren-Mercedes  | 9  | 8   | 9   | 3   | Ret | 1   | 1   | 11† | 1   | DNS | 2   | 3   | Ret | 1   | 1   | 4   | 1   | 2   | 1   | 2   | 182  |
| 2  | McLaren-Mercedes  | 10 | 6   | 4   | 5   | 3   | 7   | 5   | 7   | DSQ | DNS | Ret | 1   | 2   | Ret | 3   | 1   | 14† | 1   | Ret | Ret | 182  |
| 3  | Ferrari           | 1  | Ret | 7   | Ret | 2   | Ret | 7   | 5   | 2   | 1   | 3   | 6   | 5   | 2   | Ret | 10  | Ret | 4   | 7   | Ret | 100  |
| 3  | Ferrari           | 2  | 2   | Ret | 9   | Ret | 9   | 8   | 3   | 3   | 2   | 9   | 7   | 10  | 10  | 10  | 12  | 5   | 6   | 11  | 12  | 100  |
| 4  | Toyota            | 16 | 9   | 2   | 2   | 5   | 3   | 10  | 8   | Ret | DNS | 5   | 9   | 14† | 4   | 6   | 5   | Ret | 13† | Ret | 15  | 88   |
| 4  | Toyota            | 17 | 12  | 5   | 4   | 9   | 4   | 6   | Ret | 6   | DNS | 7   | 8   | 6   | 3   | 12  | 6   | 7   | 8   | 8   | 3   | 88   |
| 5  | Williams-BMW      | 7  | 5   | Ret | 6   | 7   | 6   | 3   | Ret | 5   | DNS | 12  | 11  | NC  | 7   | Ret | 14  | 4   | NC  | 4   | 7   | 66   |
| 5  | Williams-BMW      | 8  | Ret | 3   | Ret | 6   | 10  | 2   | 2   | Ret | DNS | 14  | 12  | 11  | 6   | Ret | 7   | 15† | Ret | Ret | 13† | 66   |
| 6  | BAR-Honda         | 3  | 11† | Ret | Ret | DSQ |     |     | 10  | Ret | DNS | 4   | 5   | 3   | 5   | 5   | 8   | 3   | 7   | 5   | 8   | 38   |
| 6  | BAR-Honda         | 4  | 14† | Ret | Ret | DSQ |     |     | 12  | Ret | DNS | 11  | 16  | 12  | 8   | 9   | 16  | Ret | 10  | DSQ | Ret | 38   |
| 7  | Red Bull-Cosworth | 14 | 4   | 6   | 8   | 11  | 8   | Ret | 4   | 7   | DNS | 10  | 13  | 7   | Ret | 7   | 15  | Ret | Ret | 6   | 9   | 34   |
| 7  | Red Bull-Cosworth | 15 | 7   | 8   | DNS | 8   | Ret | Ret | 9   | 8   | DNS | Ret | 15  | 9   | Ret | 8   | 13  | 9   | 9   | 9   | 5   | 34   |
| 8  | Sauber-Petronas   | 11 | 13  | Ret | 11† | 4   | Ret | 11  | 13  | 9   | DNS | 8   | 14  | 15  | Ret | 11  | 11  | 6   | 12  | 12  | 10  | 20   |
| 8  | Sauber-Petronas   | 12 | 10  | 10  | 7   | 10  | 11† | 9   | 14  | 4   | DNS | Ret | 10  | 8   | 14  | Ret | 9   | 10  | 11  | 10  | 6   | 20   |
| 9  | Jordan-Toyota     | 18 | 16  | 12  | 10  | 13  | 12  | 13  | 15  | 10  | 3   | 13  | 17  | 17  | 13  | 15  | 17  | 8   | Ret | 13  | 11  | 12   |
| 9  | Jordan-Toyota     | 19 | 15  | 11  | Ret | 12  | 13  | Ret | 16  | Ret | 4   | 15  | Ret | 16  | 12  | 14  | 20  | 11  | 15  | 15  | Ret | 12   |
| 10 | Minardi-Cosworth  | 20 | 17  | Ret | 12  | Ret | Ret | Ret | 18  | Ret | 6   | Ret | 19  | 18  | Ret | 13  | 18  | 13  | Ret | 14  | 14† | 7    |
| 10 | Minardi-Cosworth  | 21 | Ret | 13  | 13  | Ret | Ret | 14  | 17  | 11  | 5   | Ret | 18  | 13  | NC  | Ret | 19  | 12  | 14  | 16  | 16† | 7    |
| *  | Konstruktér       | č. | AUS | MAL | BHR | SMR | ESP | MON | EUR | CAN | USA | FRA | GBR | GER | HUN | TUR | ITA | BEL | BRA | JPN | CHN | body |
|    |                   |    |     |     |     |     |     |     |     |     |     |     |     |     |     |     |     |     |     |     |     |      |

| Legenda k tabulce | Legenda k tabulce                                                                       |
| Barva             | Výsledek                                                                                |
| ----------------- | --------------------------------------------------------------------------------------- |
| Zlatá             | Vítěz                                                                                   |
| Stříbrná          | 2. místo                                                                                |
| Bronzová          | 3. místo                                                                                |
| Zelená            | Bodované umístění                                                                       |
| Modrá             | Nebodované umístění                                                                     |
| Modrá             | Dokončil neklasifikován (NC)                                                            |
| Fialová           | Odstoupil (Ret)                                                                         |
| Červená           | Nekvalifikoval se (DNQ)                                                                 |
| Červená           | Nepředkvalifikoval se (DNPQ)                                                            |
| Černá             | Diskvalifikován (DSQ)                                                                   |
| Bílá              | Nestartoval (DNS)                                                                       |
| Bílá              | Závod zrušen (C)                                                                        |
| Světle modrá      | Pouze trénoval (PO)                                                                     |
| Světle modrá      | Páteční testovací jezdec (TD)                                                           |
| Bez barvy         | Netrénoval (DNP)                                                                        |
| Bez barvy         | Vyřazen (EX)                                                                            |
| Bez barvy         | Nepřijel (DNA)                                                                          |
| Bez barvy         | Odvolal účast (WD)                                                                      |
| Bez barvy         | Nezúčastnil se (prázdné)                                                                |
| Označení          | Význam                                                                                  |
| Tučnost           | Pole position                                                                           |
| Kurzíva           | Nejrychlejší kolo                                                                       |
| †                 | Jezdec nedojel do cíle, ale byl klasifikován, protože odjel více než 90 % délky závodu. |
| ‡                 | Byl udělován poloviční počet bodů, protože bylo odjeto méně než 75 % délky závodu.      |
| Horní index       | Umístění bodujících jezdců ve sprintu                                                   |

### Národy
| *  | Jezdec         | Body |
| -- | -------------- | ---- |
| 1  | Španělsko      | 137  |
| 2  | Německo        | 135  |
| 3  | Finsko         | 112  |
| 4  | Itálie         | 102  |
| 5  | Velká Británie | 61   |
| 6  | Kolumbie       | 60   |
| 7  | Brazílie       | 51   |
| 8  | Austrálie      | 36   |
| 9  | Rakousko       | 18   |
| 10 | Kanada         | 9    |
| 11 | Portugalsko    | 7    |
| 12 | Indie          | 5    |
| 13 | Nizozemsko     | 4    |
| 14 | Japonsko       | 1    |

## Roční statistiky
| Vítězství               | Vůz         | Motor        | Národ        |
| ----------------------- | ----------- | ------------ | ------------ |
| Kimi Räikkonen 7×       | McLaren 10× | Mercedes 10× | Finsko 7×    |
| Fernando Alonso 7×      | Renault 8×  | Renault 8×   | Španělsko 7× |
| Juan Pablo Montoya 3×   | Ferrari 1×  | Ferrari 1×   | Kolumbie 1×  |
| Giancarlo Fisichella 1× |             |              | Itálie 1×    |
| Michael Schumacher 1×   |             |              | Německo 1×   |

| Pole Position           | Vůz         | Motor       | Národ             |
| ----------------------- | ----------- | ----------- | ----------------- |
| Fernando Alonso 6×      | McLaren 7×  | Mercedes 7× | Španělsko 6×      |
| Kimi Räikkonen 5×       | Renault 7×  | Renault 7×  | Finsko 5×         |
| Juan Pablo Montoya 2×   | Toyota 2×   | Toyota 2×   | Německo 3×        |
| Giancarlo Fisichella 1× | Williams 1× | BMW 1×      | Itálie 2×         |
| Nick Heidfeld 1×        | BAR 1×      | Honda 1×    | Kolumbie 1×       |
| Jenson Button 1×        | Ferrari 1×  | Ferrari 1×  | Velká Británie 1× |
| Jarno Trulli 1×         |             |             |                   |
| Michael Schumacher 1×   |             |             |                   |
| Ralf Schumacher 1×      |             |             |                   |

| Nejrychlejší kolo       | Vůz         | Motor        | Národ        |
| ----------------------- | ----------- | ------------ | ------------ |
| Kimi Räikkonen 10×      | McLaren 12× | Mercedes 12× | Finsko 10×   |
| Michael Schumacher 3×   | Renault 3×  | Renault 3×   | Německo 4×   |
| Fernando Alonso 2×      | Ferrari 3×  | Ferrari 3×   | Španělsko 3× |
| Pedro De La Rosa 1×     |             |              | Itálie 1×    |
| Giancarlo Fisichella 1× |             |              |              |
| Juan Pablo Montoya 1×   |             |              | Kolumbie 1×  |
| Ralf Schumacher 1×      | Williams 1x | Williams 1x  |              |

| Podium                  | Vůz         | Motor        | Národ          |
| ----------------------- | ----------- | ------------ | -------------- |
| Fernando Alonso 15×     | Renault 18× | Renault 18×  | Španělsko 15×  |
| Kimi Räikkonen 12×      | McLaren 18× | Mercedes 18× | Finsko 12×     |
| Michael Schumacher 5×   | Ferrari 9×  | Ferrari 9×   | Německo 10×    |
| Juan Pablo Montoya 5×   | Toyota 5×   | Toyota 6×    | Itálie 6×      |
| Rubens Barrichello 4×   | Williams 4× | BMW 4×       | Kolumbie 5×    |
| Jarno Trulli 3×         | BAR 2×      | Honda 2×     | Brazílie 4×    |
| Nick Heidfeld 3×        | Jordan 1×   |              | Velká Británie |
| Giancarlo Fisichella 3× |             |              | Rakousko 1×    |
| Jenson Button 2×        |             |              | Austrálie 1×   |
| Ralf Schumacher 2×      |             |              | Portugalsko 1× |
| Alexander Wurz 1×       |             |              |                |
| Mark Webber 1×          |             |              |                |
| Tiago Monteiro 1×       |             |              |                |

| Nejrychlejší GP | Jezdec               | Vůz             | Rychlost     |
| --------------- | -------------------- | --------------- | ------------ |
| Itálie          | Juan Pablo Montoya   | McLaren MP4/20  | 247,097 km/h |
| Turecko         | Kimi Räikkönen       | McLaren MP4/20  | 219,727 km/h |
| Velká Británie  | Juan Pablo Montoya   | McLaren MP4/20  | 218,968 km/h |
| Austrálie       | Giancarlo Fisichella | Renault R 25    | 215,168 km/h |
| Německo         | Fernando Alonso      | Renault R 25    | 212,629 km/h |
| Španělsko       | Kimi Räikkönen       | McLaren MP4/20  | 209,845 km/h |
| San Marino      | Fernando Alonso      | Renault R 25    | 209,086 km/h |
| Bahrajn         | Fernando Alonso      | Renault R 25    | 207,274 km/h |
| Japonsko        | Kimi Räikkönen       | McLaren MP4/20  | 207,267 km/h |
| Brazílie        | Juan Pablo Montoya   | McLaren MP4/20  | 205,439 km/h |
| USA             | Michael Schumacher   | Ferrari F2005   | 204,648 km/h |
| Belgie          | Kimi Räikkönen       | McLaren MP4/20  | 204,580 km/h |
| Malajsie        | Fernando Alonso      | Renault R 25    | 203,408 km/h |
| Francie         | Fernando Alonso      | Renault R 25    | 202,638 km/h |
| Kanada          | Kimi Räikkönen       | McLaren MP4/20  | 198,755 km/h |
| Evropa          | Fernando Alonso      | Renault R 25    | 198,555 km/h |
| Maďarsko        | Kimi Räikkönen       | McLaren MP 4/20 | 188,859 km/h |
| Čína            | Fernando Alonso      | Renault R 25    | 183,235 km/h |
| Monako          | Kimi Räikkönen       | McLaren MP 4/20 | 148,502 km/h |

| Nejtěsnější vítězství | Vítěz                | Druhý                | Rozdíl    |
| --------------------- | -------------------- | -------------------- | --------- |
| San Marino            | Fernando Alonso      | Michael Schumacher   | 0:00.215s |
| Kanada                | Kimi Räikkönen       | Michael Schumacher   | 0:01.137s |
| USA                   | Michael Schumacher   | Rubens Barrichello   | 0:01.522s |
| Japonsko              | Kimi Räikkönen       | Giancarlo Fisichella | 0:01.633s |
| Itálie                | Juan Pablo Montoya   | Fernando Alonso      | 0:02.479s |
| Brazílie              | Juan Pablo Montoya   | Kimi Räikkönen       | 0:02.527s |
| Velká Británie        | Juan Pablo Montoya   | Fernando Alonso      | 0:02.739s |
| Čína                  | Fernando Alonso      | Kimi Räikkönen       | 0:04.015s |
| Austrálie             | Giancarlo Fisichella | Rubens Barrichello   | 0:05.553s |
| Francie               | Fernando Alonso      | Kimi Räikkönen       | 0:12.147s |
| Bahrajn               | Fernando Alonso      | Jarno Trulli         | 0:13.409s |
| Monako                | Kimi Räikkönen       | Nick Heidfeld        | 0:13.877s |
| Evropa                | Fernando Alonso      | Nick Heidfeld        | 0:16.567s |
| Turecko               | Kimi Räikkönen       | Fernando Alonso      | 0:18.609s |
| Německo               | Fernando Alonso      | Juan Pablo Montoya   | 0:22.569s |
| Malajsie              | Fernando Alonso      | Jarno Trulli         | 0:24.893s |
| Španělsko             | Kimi Räikkönen       | Fernando Alonso      | 0:27.652s |
| Belgie                | Kimi Räikkönen       | Fernando Alonso      | 0:28.394s |
| Maďarsko              | Kimi Räikkönen       | Michael Schumacher   | 0:35.581s |

## Tabulka rekordů
| *  | *                | *                | Jezdci           | *                 | *                |
| *  | Vítězství        | Pole Position    | Nej. kolo        | Body              | Podium           |
| -- | ---------------- | ---------------- | ---------------- | ----------------- | ---------------- |
| 1  | M.Schumacher 84× | Senna 65×        | M.Schumacher 69× | M.Schumacher 1248 | M.Schumacher 142 |
| 2  | Prost 51×        | M.Schumacher 64× | Prost 41×        | Prost 798,5       | Prost 106        |
| 3  | Senna 41×        | Clark 33×        | Mansell 30×      | Senna 614         | Senna 80         |
| 4  | Mansell 31×      | Prost 33×        | Clark 28×        | Coulthard 499     | Barrichello 61   |
| 5  | Stewart 27×      | Mansell 32×      | Häkkinen 25×     | Barrichello 489   | Piquet 60        |
| 6  | Clark 25×        | Fangio 29×       | Lauda 24×        | Piquet 485,5      | Coulthard 60     |
| 7  | Lauda 25×        | Häkkinen 26×     | Fangio 23×       | Mansell 482       | Mansell 59       |
| 8  | Fangio 24×       | Lauda 24×        | Piquet 23×       | Lauda 420,5       | Lauda 54         |
| 9  | Piquet 23×       | Piquet 24×       | Berger 21×       | Häkkinen 420      | Häkkinen 51      |
| 10 | D.Hill 22×       | D.Hill 20×       | Moss 19×         | Berger 385        | Berger 48        |
| *  | Vítězství        | Pole Position    | Nej. kolo        | Body              | Podium           |
| 11 | Häkkinen 20×     | Andretti 18×     | Senna 19         | Stewart 360       | Reutemann 45     |
| 12 | Moss 16×         | Arnoux 18×       | D.Hill 19×       | D.Hill 360        | Stewart 43       |
| 13 | G.Hill 14×       | Stewart 17×      | Coulthard 18     | Reutemann 310     | D.Hill 42×       |
| 14 | Brabham 14×      | Moss 16×         | Räikkönen 16×    | R.Schumacher 304  | Patrese 37       |
| 15 | Fittipaldi 14×   | Ascari 14×       | Stewart 15×      | G.Hill 289        | G.Hill 36        |
| 16 | Ascari 13×       | Hunt 14×         | Regazzoni 15×    | Fittipaldi 281    | Fangio 35        |
| 17 | Coulthard 13×    | Peterson 14×     | Barrichello 15×  | Patrese 281       | Fittipaldi 35    |
| 18 | Andretti 12×     | G.Hill 13×       | Ickx 14×         | Räikkönen 281     | Hulme 33         |
| 19 | Reutemann 12×    | Brabham 13×      | Jones 13×        | Montoya 281       | Scheckter 33     |
| 20 | Jones 12×        | Ickx 13×         | Patrese 13×      | Fangio 277,64     | Clark 32×        |
| *  | Vítězství        | Pole Position    | Nej. kolo        | Body              | Podium           |
| 21 | J.Villeneuve 11× | J.Villeneuve 13× | Ascari 12×       | Clark 274         | Laffite 32×      |
| 22 | Hunt 10×         | Barrichello 13×  | Brabham 12×      | Brabham 261       | Alesi 32×        |
| 23 | Peterson 10×     | Montoya 13×      | Arnoux 12×       | Scheckter 255     | Brabham 31×      |
| 24 | Scheckter 10×    | Berger 12×       | Montoya 12×      | Hulme 248         | Räikkönen 24×    |
| 25 | Berger 10×       | Coulthard 12×    | Surtees 11×      | Alonso 247        | Regazzoni 28×    |
| 26 | Barrichello 9×   | Rindt 10×        | G.Hill 10×       | Alesi 241         | Montoya 28×      |
| 27 | Räikkönen 9×     | Alonso 9×        | Andretti 10×     | Laffite 228       | McLaren 27×      |
| 28 | Ickx 8×          | Surtees 8×       | Hulme 9×         | J.Villeneuve 228  | Peterson 26×     |
| 29 | Hulme 8×         | Patrese 8×       | Peterson 9×      | Regazzoni 212     | Irvine 26×       |
| 30 | Alonso 8×        | Räikkönen 8×     | J.Villeneuve 9×  | Peterson 206      | R.Schumacher 26× |
| *  | Vítězství        | Pole Position    | Nej. kolo        | Body              | Podium           |
| 31 | Arnoux 7×        | Laffite 7×       | Hunt 8×          | Jones 206         | Ickx 25×         |
| 32 | Montoya 7×       | P.Hill 6×        | G.Villeneuve 8×  | McLaren 196,5     | Moss 24          |
| 33 | Brooks 6×        | Fittipaldi 6×    | R.Schumacher 8×  | Irvine 191        | Surtees 24       |
| 34 | Surtees 6×       | Jabouille 6×     | Gonzalez 3×      | Moss 186,64       | Jones 24         |
| 35 | Rindt 6×         | Jones 6×         | Hawthorn 6×      | Alboreto 186,5    | Hunt 23          |
| 36 | G.Villeneuve 6×  | Reutemann 6×     | P.Hill 6×        | Ickx 181          | Alboreto 23      |
| 37 | Laffite 6×       | R.Schumacher 6×  | Gurney 6×        | Arnoux 181        | J.Villeneuve 23  |
| 38 | Patrese 6×       | Farina 5×        | Fittipaldi 6×    | Surtees 180       | Alonso 23        |
| 39 | R.Schumacher 6×  | Amon 5×          | Reutemann 6×     | Andretti 180      | Arnoux 22        |
| 40 | Farina 5×        | Regazzoni 5×     | Laffite 6×       | Hunt 179          | Farina 20×       |
| *  | Vítězství        | Pole Position    | Nej. kolo        | Body              | Podium           |
| 41 | Regazzoni 5      | Tambay 5×        | Frentzen 6×      | Frentzen 174      | [[Watson]] 20×   |
| 42 | Watson 5×        | Rosberg 5×       | Farina 5×        | Fisichella 174    | Gurney 19×       |
| 43 | Alboreto 5×      | Hawthorn 4×      | Pace 5×          | Watson 169        | Depailler 19×    |
| 44 | Rosberg 5×       | Pironi 4×        | Scheckter 5×     | Button 167        | Andretti 19×     |
| 45 | Gurney 4×        | Gonzalez 3×      | Pironi 5×        | Trulli 160        | Hawthorn 18×     |
| 46 | McLaren 4×       | Brooks 3×        | Watson 5×        | Rosberg 159,5     | Frentzen 18×     |
| 47 | Irvine 4×        | Gurney 3×        | Alboreto 5×      | Depailler 141     | Ascari 17×       |
| 48 | Hawthorn 3×      | Jarier 3×        | Siffert 4×       | Ascari 140,14     | Rosberg 17×      |
| 49 | Collins 3×       | Scheckter 3×     | Beltoise 4×      | Gurney 133        | P.Hill 16×       |
| 50 | P.Hill 3×        | De Angelis 3×    | Depailler 4×     | Ickx 132          | Gonzalez 15×     |

| *  | *                    | *                    | Vozy                 | *                       | *                     |
| *  | Vítězství            | Pole Position        | Nej. kolo            | Body                    | Podium                |
| -- | -------------------- | -------------------- | -------------------- | ----------------------- | --------------------- |
| 1  | Ferrari 183×         | Ferrari 179×         | Ferrari 184×         | Ferrari 3446,5          | Ferrari 563×          |
| 2  | McLaren 148×         | Williams 125×        | Williams 128×        | McLaren 3049,5          | McLaren 385×          |
| 3  | Williams 113×        | McLaren 122×         | McLaren 126×         | Williams 2495,5         | Williams 293×         |
| 4  | Lotus 79×            | Lotus 107×           | Lotus 71×            | Lotus 1368              | Lotus 172×            |
| 5  | Brabham 35×          | Renault 43×          | Brabham 41×          | Brabham 864             | Brabham 124×          |
| 6  | Benetton 27×         | Brabham 39×          | Benetton 36×         | Benetton 851,5          | Benetton 102×         |
| 7  | Renault 25×          | Benetton 15×         | Renault 22×          | Renault 719             | Tyrrell 77×           |
| 8  | Tyrrell 23×          | Tyrrell 14×          | Tyrrell 20×          | Tyrrell 621             | Renault 70×           |
| 9  | BRM 17×              | Alfa Romeo 12×       | Maserati 15×         | BRM 433                 | BRM 61×               |
| 10 | Cooper 16×           | Cooper 11×           | BRM 15×              | Ligier 388              | Cooper 58×            |
| *  | Vítězství            | Pole Position        | Nej. kolo            | Body                    | Podium                |
| 11 | Alfa Romeo 10×       | BRM 11×              | Cooper 14×           | Cooper 342              | Ligier 50×            |
| 12 | Mercedes 9×          | Maserati 10×         | Alfa Romeo 14×       | Jordan 291              | Maserati 37×          |
| 13 | Maserati 9×          | Ligier 9×            | Matra 12×            | BAR 227                 | Alfa Romeo 26×        |
| 14 | Vanwall 9×           | Mercedes 8×          | Mercedes 9×          | Sauber 195              | Matra 21×             |
| 15 | Matra 9×             | Vanwall 7×           | Ligier 9×            | March Engineering 173,5 | March Engineering 21× |
| 16 | Ligier 9×            | Kurtis 6×            | Kurtis 7×            | Matra 163               | Jordan 19×            |
| 17 | Kurtis 5×            | March Engineering 5× | March Engineering 7× | Arrows 142              | Mercedes 17×          |
| 18 | Jordan 4×            | Matra 4×             | Vanwall 6×           | Toyota 115              | Kurtis 17×            |
| 19 | A. J. Watson 3×      | Shadow 3×            | Surtees 3×           | Wolf 79                 | BAR 15×               |
| 20 | March Engineering 3× | Lancia 2×            | Epperly 2×           | Shadow 67,5             | Vanwall 13×           |
| *  | Vítězství            | Pole Position        | Nej. kolo            | Body                    | Podium                |
| 21 | Wolf 3×              | A. J. Watson 2×      | Eagle 2×             | Vanwall 57              | Wolf 13×              |
| 22 | Epperly 2×           | Jordan 2×            | Honda 2×             | Surtees 53              | Arrows 8×             |
| 23 | Honda 2×             | BAR 2×               | Shadow 2×            | Alfa Romeo 50           | Hesketh 7×            |
| 24 | Kuzma 1×             | Toyota 2×            | Wolf 2×              | Jaguar 50               | Shadow 7×             |
| 25 | Porsche 1×           | Stevens (F1) 1×      | Toleman 2×           | Porsche 48              | Sauber 6×             |
| 26 | Eagle 1×             | Lesovsky 1×          | Jordan 2×            | Honda 48                | Epperly 5×            |
| 27 | Hesketh 1×           | Ewing 1×             | Gordini 1×           | Hesketh 48              | A. J. Watson 5×       |
| 28 | Penske 1×            | Lola 1×              | Lancia 1×            | Stewart 47              | Porsche 5×            |
| 29 | Shadow 1×            | Porsche 1×           | Lesovsky 1×          | Lola 43                 | Honda 5×              |
| 30 | Stewart 1×           | Honda 1×             | A. J. Watson 1×      | Minardi 38              | Stewart 5×            |
| *  | Vítězství            | Pole Position        | Nej. kolo            | Body                    | Podium                |
| 31 |                      | Wolf 1×              | Hesketh 1×           | Prost 35                | Toyota 5×             |
| 32 |                      | Arrows 1×            | Parnelli 1×          | Red Bull 34             | Kuzma 3×              |
| 33 |                      | Toleman 1×           | Kojima 1×            | Copersucar 32           | Penske 3×             |
| 34 |                      | Stewart 1×           | Ensign 1×            | Toleman 26              | Toleman 3×            |
| 35 |                      |                      | Toyota 1×            | Footwork 25             | Lola 3×               |
| 36 |                      |                      |                      | Penske 23               | Prost 3×              |
| 37 |                      |                      |                      | Ensign 19               | Deidt 2×              |
| 38 |                      |                      |                      | Eagle 17                | Talbot 2×             |
| 39 |                      |                      |                      | Dallara 15              | Gordini 2×            |
| 40 |                      |                      |                      | Fittipaldi 12           | Eagle 2×              |
| *  | Vítězství            | Pole Position        | Nej. kolo            | Body                    | Podium                |
| 41 |                      |                      |                      | BRP 11                  | Surtees 2×            |
| 42 |                      |                      |                      | Leyton House 8          | Fittipaldi 2×         |
| 43 |                      |                      |                      | ATS 7                   | Dallara 2×            |
| 44 |                      |                      |                      | Maserati 6              | Jaguar 2×             |
| 45 |                      |                      |                      | Iso (F1) 6              | Lancia 1×             |
| 46 |                      |                      |                      | Parnelli 6              | Phillips (F1) 1×      |
| 47 |                      |                      |                      | Rial (F1) 6             | Connaught 1×          |
| 48 |                      |                      |                      | Onyx 6                  | Lesovsky 1×           |
| 49 |                      |                      |                      | Osella 5                | Copersucar 1×         |
| 50 |                      |                      |                      | Larrousse 5             | Onyx 1×               |
| *  | Vítězství            | Pole Position        | Nej. kolo            | Body                    | Podium                |
| 51 |                      |                      |                      | Hill 3                  | Leyton House 1×       |
| 52 |                      |                      |                      | Theodore 2              | Footwork 1×           |
| 53 |                      |                      |                      | Zakspeed 2              |                       |
| 54 |                      |                      |                      | AGS 2                   |                       |
| 55 |                      |                      |                      | Tecno 1                 |                       |
| 56 |                      |                      |                      | Venturi 1               |                       |

| *                        | *                       | Národy                  | *                         | *                        |
| Vítězství                | Pole Position           | Nej. kolo               | Body                      | Podium                   |
| ------------------------ | ----------------------- | ----------------------- | ------------------------- | ------------------------ |
| Velká Británie 190       | Velká Británie 180      | Velká Británie 181      | Velká Británie 4234,28    | Velká Británie 491       |
| Německo 96               | Brazílie 109            | Francie 87              | Francie 2327,47           | Francie 293              |
| Brazílie 88              | Francie 79              | Německo 87              | Brazílie 2031             | Brazílie 244             |
| Francie 79               | Německo 74              | Brazílie 70             | Německo 1996              | Německo 210              |
| Itálie 42                | Rakousko 46             | Itálie 50               | Itálie 1807,3             | Itálie 197               |
| Rakousko 41              | Itálie 45               | Rakousko 49             | USA 998                   | USA 129                  |
| Argentina 38             | USA 39                  | Finsko 44               | Rakousko 975,5            | Rakousko 117             |
| Finsko 34                | Finsko 39               | Argentina 37            | Finsko 903,5              | Finsko 101               |
| USA 33                   | Argentina 38            | USA 36                  | Argentina 697,42          | Argentina 98             |
| Austrálie 26             | Austrálie 19            | Austrálie 25            | Nový Zéland 537,5         | Nový Zéland 71           |
| Kanada 17                | Švédsko 15              | Švýcarsko 20            | Austrálie 536             | Austrálie 57             |
| Nový Zéland 12           | Kanada 15               | Kanada 17               | Švédsko 378               | Belgie 45                |
| Švédsko 12               | Belgie 14               | Nový Zéland 15          | Belgie 357                | Švédsko 44               |
| Belgie 11                | Kolumbie 13             | Belgie 15               | Kanada 335                | Jihoafrická republika 36 |
| Jihoafrická republika 10 | Španělsko 9             | Kolumbie 12             | Švýcarsko 319             | Švýcarsko 36             |
| Španělsko 8              | Švýcarsko 7             | Švédsko 10              | Jihoafrická republika 282 | Kanada 36                |
| Švýcarsko 7              | Nový Zéland 6           | Jihoafrická republika 5 | Kolumbie 281              | Kolumbie 28              |
| Kolumbie 7               | Jihoafrická republika 3 | Španělsko 4             | Španělsko 273             | Španělsko 24             |
| Mexiko 2                 |                         | Japonsko 2              | Mexiko 88                 | Mexiko 7                 |
|                          |                         | Mexiko 2                | Japonsko 71               | Nizozemsko 2             |
|                          |                         |                         | Nizozemsko 27             | Japonsko 2               |
|                          |                         |                         | Irsko 15                  | Monako 1                 |
|                          |                         |                         | Thajsko 8                 | Rhodesie 1               |
|                          |                         |                         | Portugalsko 8             | Portugalsko 1            |
|                          |                         |                         | Rhodesie 6                |                          |
|                          |                         |                         | Indie 5                   |                          |
|                          |                         |                         | Monako 4                  |                          |
|                          |                         |                         | Chile 3                   |                          |
|                          |                         |                         | Venezuela 1               |                          |
|                          |                         |                         | Dánsko 1                  |                          |
|                          |                         |                         | Maďarsko 1                |                          |